# Идеальный шторм
«Идеа́льный шторм» (англ. Perfect storm) — фразеологизм, означающий ситуацию, возникшую путём такого сложения ряда неблагоприятных факторов, в результате которого их суммарный негативный эффект существенно возрастает. Данное словосочетание пришло в русский язык из английского посредством одноимённого кинофильма.

## Значение
Согласно «Оксфордскому словарю английского языка» выражение «идеальный шторм» определяется как крайне свирепая буря, возникающая в результате редкого сложения нескольких неблагоприятных метеорологических факторов, из-за чего суммарный разрушительный эффект значительно увеличивается.
В дальнейшем данный фразеологизм начал широко использоваться в метафорическом смысле — для описания различных критических и кризисных ситуаций в экономике, политике, международных отношениях и других сферах.

## Этимология

### Раннее использование
Словосочетание perfect storm («идеальный шторм») встречается в английских источниках довольно давно. Так в книге «Турецкая история: понимание происхождения этого народа» (англ. The Turkish history: comprehending the origin of that nation) английского историка Ричарда Ноллеса, написанной в 1601 году и опубликованной два года спустя, есть такая фраза:

Всю эту ночь ветер усиливался и утром превратился в идеальный шторм…
Оригинальный текст (англ.)All this Night the Wind to encreas'd, that in the Morning it was grown to a perfect Storm…

Согласно «Оксфордскому словарю английского языка» некий поэт по фамилии Стогдон в 1718 году в своих стихах писал:

Там был несущийся сильный ветер, идеальный шторм, и буря до сошествия Святого Духа.
Оригинальный текст (англ.)There was a rushing mighty wind, a perfect storm, and tempest before the descent of the Holy Ghost

В 1858 году в газете Chicago Tribune словосочетание «идеальный шторм» было употреблено в переносном смысле:

Мы все помним идеальный шторм аплодисментов, который приветствовал объявление мэра.
Оригинальный текст (англ.)We all remember the perfect storm of applause which greeted the Mayor’s announcement.

В 1936 году газета The Port Arthur News, выходящая в городке Порт-Артур, штат Техас, опубликовала заметку, в которой впервые «идеальный шторм» получил определение как совокупность неблагоприятных метеорологических факторов:

Бюро погоды описывает катаклизм как «идеальный шторм». Семь факторов были задействованы в цепи обстоятельств, приведших к потопу.
Оригинальный текст (англ.)The weather bureau describes the disturbance as ‘the perfect storm’ of its type. Seven factors were involved in the chain of circumstances that led to the flood

### Популяризация словосочетания
Несмотря на то, что словосочетание perfect storm изредка использовалось в качестве определения свирепой бури в течение довольно длительного времени, широкое распространение это выражение получило только в 90-х годах XX века. Американский писатель и журналист Себастьян Юнгер задумал написать книгу о мощном шторме 1991 года, который обрушился на Восточное побережье США и Атлантическую Канаду с 28 октября по 2 ноября (за что первоначально получил название «Хэллоуинский шторм 1991 года»). Собирая материал, Юнгер встретился с Бобом Кейсом, занимавшим должность заместителя руководителя отделения Национальной метеорологической службы США в Бостоне. Описывая причины, которые привели к мощному шторму, Кейс использовал определение «идеальная ситуация» (англ. perfect situation) для объяснения редкого сложения трёх факторов:
- потока тёплого воздуха из области низкого давления
- встречного потока холодного и сухого воздуха из области высокого давления
- тропической влаги, принесённой ураганом «Грейс»

Юнгер использовал прилагательное «идеальный» (англ. perfect) из употреблённого Кейсом словосочетания и объединил со словом «шторм» (англ. storm). Полученный неологизм Юнгер использовал в качестве названия своей книги, написанной в жанре литературной журналистики. Произведение было опубликовано в 1997 году и поспособствовало популяризации словосочетания «идеальный шторм». В 2000 году по мотивам книги был снят высокобюджетный голливудский фильм с участием ряда звёздных актёров, таких как Джордж Клуни и Марк Уолберг. Картина, которая также получила название «Идеальный шторм», имела большой успех как в США, так и в мировом прокате; это привело к широкому распространению собственно самого термина.

### В русском языке
В русском языке данный фразеологизм появился благодаря выходу фильма, который в русском прокате был переведён как «Идеальный шторм». По мнению переводчика и лингвиста Павла Палажченко, перевод словосочетания perfect storm как «идеальный шторм» является правильным. Иными вариантами перевода английского фразеологизма perfect storm при употреблении его в метафорическом смысле могут быть, в зависимости от контекста, другие, более устоявшиеся в русском языке словосочетания, например, «дело пахнет керосином», «опаснейший ураган», «взрывоопасная ситуация», «девятый вал». В русском языке данное выражение получило распространение в связи с началом мирового экономического кризиса 2008 года. В частности, глава правительства России Владимир Путин в своей речи на Всемирном экономическом форуме в Давосе в январе 2009 года сравнил кризисные явления в мировой экономике с «идеальным штормом»:

Есть верное понятие — «идеальный шторм», когда разыгравшиеся природные стихии сходятся в одной точке и кратно умножают свою разрушительную силу. Нынешний кризис похож именно на такой идеальный шторм.

С того времени данное выражение активно применялось множеством различных СМИ применительно к различным событиям. Также есть мнение, что выражение «идеальный шторм», применяемое по любому поводу, стало уже затасканной, избитой фразой; в частности российский эксперт в области экономики Михаил Хазин, критикуя американского экономиста Нуриэля Рубини, прошёлся и по термину «идеальный шторм»:

Классический пример – некий Рубини, который регулярно выдает потрясающие перлы о состоянии мировой экономики (совершенно неудивительные, поскольку, судя по тому, что он говорит, никакой модели кризиса у него нет), которые, тем не менее, никак не отражаются на репутации этого самого «гуру». Достаточно упомянуть только термин «идеальный шторм», который, как попугаи, повторяют его последователи, хотя смысла он не имеет никакого.

## Влияние словосочетания
Изначально шторм 1991 года, бушевавший на атлантическом побережье США и Канады с 29 октября по 2 ноября, получил название «Хэллоуинский шторм 1991 года» (англ. Halloween Nor'easter of 1991). Однако затем, после выхода в 1997 году книги и в 2000 году фильма, которые имели название «Идеальный шторм», саму бурю 1991 года также начали называть «Идеальный шторм». «Идеальный шторм» определяется как крайне свирепая буря, редкая по своей мощи и разрушительности. Однако сам шторм 1991 года таковым не являлся: американские метеорологи отмечали, что шторм, будучи действительно весьма сильным, не был сколь-либо уникальным по своей силе или разрушительности, а в истории США случались и более мощные бури.
Лингвисты университета Лейк Супериор, ежегодно с 1976 года составляющие «Список слов, которые нужно изъять из английского языка за их чрезмерно частое или неправильное употребление или полную бессмысленность», в рейтинге за 2007 год на первое место поставили фразеологизм «идеальный шторм», который в связи с разразившимся в 2007 году финансовым кризисом начал широко, и зачастую не к месту, применяться для анализа сложившейся ситуации и оценки перспектив развития.